# Муцоев, Зелимхан Аликоевич
Зелимхан Аликоевич Муцо́ев (род.13 октября 1959, Тбилиси, Грузинская ССР, СССР) — российский Государственный и политический деятель, депутат Государственной думы III, IV, V, VI, VII, VIII созыва, член фракции «Единая Россия», член комитета по международной деятельности. Из-за вторжения России на Украину находится под международными санкциями Евросоюза, США и других стран

## Биография
Родился 13 октября 1959 года в Тбилиси в курдской семье. Отец — сотрудник уголовного розыска МВД Грузинской ССР, мать — работник городской библиотеки города Тбилиси. Родители умерли, когда Зелимхану было 10 лет. По словам Муцоева, с этого времени жил самостоятельно вместе со своими младшими братом Амирханом и сестрой, работал. Старшая сестра вышла замуж ещё при родителях и переехала вместе с семьей в другую республику. В молодости профессионально занимался метанием молота. После полученной травмы спины, решил не бросать спорт. Играл в регби. Окончив школу, работал на стройке водителем самосвала. Проходил службу в армии с 1979 по 1981 год. Окончил Волгоградский инженерно-строительный институт (заочное отделение факультета экономики и организации строительства) в 1989 году. В 1987−1988 годах открыл хозрасчетное швейное предприятие. Предприятие стало разрастаться, появились филиалы на Украине, в Москве, в Армении. Переехал в Москву, чтобы возглавить Ассоциацию внешнеэкономических связей малых и средних предприятий СССР, созданную совместно с партнерами. Затем год — до 1995 г. — работал директором ТОО "Внешнеэкономическая фирма «Амир», с 1995 по 1998 год работал в ЗАО «Амир-Импэкс» в должности генерального директора. В 1998 году стал владельцем 94 % акций ОАО «Первоуральский новотрубный завод» (Свердловская область), с ноября 1998 года — Председатель наблюдательного совета завода. В 2001 году возглавил совет директоров ОАО «Первоуральский новотрубный завод». В 2004 году продал контрольный пакет предприятия — 57 % — группе ЧТПЗ (Челябинский трубопрокатный завод), а в 2008 г. — ещё 23 % акций предприятия. На тот момент сумма сделки по оценкам экспертов составляла 350—400 млн долларов США. В 1999 году работал в Промышленно-инвестиционной компании «Проминкор» в должности генерального директора.
В 2004 году учредил девелоперскую компанию «Регионы» совместно Владимиром Евтушенковым (владелец АФК «Система»), которая занялась строительством и эксплуатацией торговой недвижимости. По данным СМИ, инвестиционный бюджет компании составил порядка 800 млн долларов. Позднее компания перешла под управление сыновей предпринимателей. В 2006 году Евтушенков продал свою долю семье Муцоевых и покинул проект. В 2010 году Зелимхан Муцоев выкупил 43 % акций ОАО «Сильвинит» (компания занимается производством удобрений) совместно с Анатолием Скуровым, сумму сделки СМИ оценили в 2,5-3 млрд долларов. При его участии «Сильвинит» объединился с «Уралкалием» в 2011 году. В 2013 году он вышел из данного бизнеса. В начале 2013 года компания Lizarazu Limited, принадлежащая Муцоеву, вместе с миллиардером Гавриилом Юшваевым выкупила у группы «ОНЭКСИМ» 37,8 % акций золотодобывающего предприятия «Полюс голд» за 3,6 млрд долларов. В конце 2013 г. он продал свою долю (18,5 %) брату Амирхану, который, по сообщению русского «Форбс», продал этот пакет акций собственнику одного из украинских банков в 2014 году.
В соответствии с рейтингом «200 богатейших бизнесменов России» в 2013 году Зелимхан Муцоев занимал 68 строчку, его капитал оценивался 1,5 млрд долл. США. Через год, в 2014 году в том же рейтинге он опустился на 82 место, а размер капитала был оценен в 1,3 млрд долл. США, по состоянию на 2015 год состояние Муцоева составляло 1 млрд долл. США и 87 место в рейтинге, в 2016 году состояние Муцоева оценивалось в 950 млн долл. США, он занимал 86 место среди 200 самых богатых россиян. В рейтингах богатейших россиян 2017 и 2018 годов Муцоев не упоминается.
В 1999 году баллотировался в Госдуму по одномандатному избирательному округу № 166 (Свердловская область), по итогам выборов избран депутатом Государственной Думы III созыва. В 2003 году баллотировался в Государственную думу по тому же округу и, одержав победу, избрался депутатом Государственной Думы IV созыва. С 2003 по 2005 год входил Народную партию Российской Федерации, был одним из заместителей председателя партии. В 2006 году вступил в партию «Единая Россия». В 2007 году выдвигался в Госдуму по спискам «Единой России», по итогам распределения мандатов избран депутатом Государственной Думы V созыва.
В 2011 году вновь выдвигался по спискам партии «Единая Россия», но по итогам распределения мандатов в Госдуму не прошёл. 20 июня 2012 года Постановлением ЦИК РФ Муцоеву был передан вакантный мандат депутата Государственной Думы VI созыва. В 2016 году баллотировался в Госдуму по одномандатному избирательному округу № 173, по итогам выборов избран депутатом Государственной Думы VII созыва.
В 2021 году по итогам выборов избран депутатом Государственной Думы VIII созыва.

## Законотворческая деятельность
С 1999 по 2021 год, в течение исполнения полномочий депутата Государственной Думы III, IV, V, VI, VII и VIII созывов, выступил соавтором 76 законодательных инициатив и поправок к проектам федеральных законов.

## Семья
Женат. Четверо сыновей и дочь.

## Санкции
30 сентября 2022 года, на фоне вторжения России на Украину, был внесён в санкционный список США в ответ на «фиктивные референдумы» и «аннексию территорий Украины российскими оккупационными силами». Государственный департамент отмечает что депутаты единогласно приняли закон о фейках, а некоторые депутаты сыграли ключевую роль в распространении российской дезинформации о войне.
25 февраля 2023 года, на фоне вторжения России на Украину, включён в санкционный список стран Евросоюза так как он голосовал за законопроект согласно которому право на регулирование государственных закупок на четырех незаконно аннексированных украинских территориях передавалось российскому правительству.
23 февраля 2023 года включён в санкционный список Канады «соратников режима», так как он «голосовал за законодательство связанное с вторжением и попыткой аннексии четырех регионов Украины».
По аналогичным основаниям находится в санкционных списках Швейцарии, Украины и Новой Зеландии.

## Награды
- Орден «За заслуги перед Отечеством» IV степени
- Два Ордена Мужества
- Орден Почета
- Орден Дружбы
- Медаль ордена «За заслуги перед Отечеством» I степени
- Медаль ордена «За заслуги перед Отечеством» II степени
- Медаль «За укрепление боевого содружества» (Минобороны России)
- Медаль «Участнику военной операции в Сирии»
- Медаль «За заслуги в увековечении памяти погибших защитников Отечества»
- Высшая ведомственная награда российского парламента «За вклад в развитии парламентаризма в России»
- Нагрудный знак "За взаимодействие" Министерства иностранных дел Российской Федерации.
- Общественный орден «Российская нация»
- Юбилейная медаль «100 лет со дня учреждения Государственной Думы в России»
- Медаль «200 лет МВД»
- Медаль «Воздушно-десантным войскам 75 лет»
- Наградное оружие Министерства обороны РФ
- Поощрения Президента и Правительства Российской Федерации:
- Почётная грамота Президента Российской Федерации
- Почётная грамота Государственной Думы Федерального Собрания Российской Федерации
- Почётная грамота Правительства Российской Федерации
- Благодарности Президента Российской Федерации
- Благодарности Председателя Государственной Думы Федерального Собрания Российской Федерации
- Благодарность Правительства Российской Федерации